# Datong-Vulkangruppe
Die Datong-Vulkangruppe (chinesisch 大同火山群, Pinyin Datong huoshanqun) ist eine berühmte Gruppe von über 30 bereits erloschenen Vulkanen im Norden Chinas.
Sie liegt 20 bis 60 km östlich von Yunzhou in der chinesischen Provinz Shanxi. Die Vulkane aus dem Tertiär befinden sich hauptsächlich auf dem Gebiet der Kreise Zuoyun (左云) und Youyu (右玉), die aus dem Quartär hauptsächlich im Nordteil des Datong-Beckens (大同盆地 Datong pendi). 1974 wurde berichtet, dass die Datong-Vulkane noch aktiv seien, was eine Panik unter der Bevölkerung auslöste.

## Vulkane (Auswahl)
- Naotou geda 脑头疙瘩
- Xiaojia yaotou 萧家窑头
- Dongposhan 东坡山
- Shenquansi 神泉寺
- Emao geda 鹅毛疙瘩
- Daxinzhuang 大辛庄
- Dayuhoushan 大峪口火山
- Xiyaotou huoshan 西窑头火山
- Xiyaotou dongbeibu 西窑头东北部
- Heishan 黑山
- Shuangshan 双山
- Laohushan 老虎山
- Langwoshan 狼窝山